# Sterilisan grašak
Grašak (Pisum sativum L.) spada u grupu mahunarki (leguminoza) i vodi poreklo iz srednje Azije. U srednjem veku bio je jedan od najvažnijih poljoprivrednih kultura. Danas se gaji na velikim površinama u SAD, Evropi i Aziji uglavnom radi zelenih i zrelih zrna, a u manjoj meri radi mladih mahuna. Pored sezonske upotrebe svežeg zrna, velike količine se konzervišu sterilisanjem i smrzavanjem.

## Botaničke osobine
Mlad grašak je ukusno i veoma hranljivo povrće. Po hranljivosti stoji ispred sveg ostalog povrća: sadrži 4-9% šećera, 3-5% skroba, 5-6% belančevina i značajne količina vitamina A, B i C. Grašak je jednogodišnja biljka, ima dobro razvijen korenov sistem, stablo je tanko, slabo, razgranato, šuplje, uglastog preseka i visoko 15–20 cm. List je parno perast, složen. Cvetovi su leptirasti, beli, izbijaju pojedinačno ili po dva ili više iz pazuha listova. Oprašuju se sopstvenim polenom što znači da je grašak autogamna biljka. Plod je mahuna različitog oblika i formira 4-10 zrna u mahuni. Zrelo seme graška je različitog oblika i krupnoće, boje i hemijskog sastava.

## Uslovi uspevanja
Grašak je kultura umerenog pojasa i najbolje uspeva u predelima sa prohladnom i vlažnom klimom. U našoj zemlji najpovoljniji klimatski uslovi za gajenje graška postoje u severozapadnim krajevima. Kao rani prolećni usev uspeva i u ravnicama, ali je neophodno je da se naročitom pažnjom odaberu pogodne sorte i izvrše odgovarajuće agrotehničke mere. U proizvodnji graška za konzervisanje to ima poseban značaj, jer se na našem podneblju u vreme cvetanja i stasavanja graška javljaju veoma visoke temperature i sušni period. Mlade biljke graška podnose mrazeve do -8 °C, a odrasle biljke do -13 °C. Visoke temperature i niska relativna vlažnost vazduha dovode do jakog opadanja prinosa, brzog zrenja i pogoršenja kvaliteta mladog zrna. Grašak ima velike potrebe za vlagom u zemljištu i vazduhu. Grašak je biljka dugog dana. Najviši prinosi graška dobijaju se na zemljištu povoljne stukture, bogatom u organskim materijama. Grašak ne podnosi uzastopno gajenje: na istoj parceli treba da se gaji tek posle 4-5 godina. Grašak ima manju potrebu za đubrenjem od svih ostalih kultura. Na plodnom zemljištu uspeva i bez đubrenja. Azot je neophodan, u prvim fazama razvoja. Veća količina azota deluje štetno jer biljke bujno rastu i slabo zameću.

### Vreme setve
Grašak se u našem podneblju seje u rano proleće, čim vreme dozvoli. U zaklonjenim vrtovima grašak iz jesenje setve najčešće prezimljava. Prvo se seju sorte sa glatkim semenom jer su one otpornije na hladnoću. Seju se u trakama po dva-tri reda. Gustina setve reguliše se količinom semena po hektaru, jer se grašak ne proređuje.

### Nega useva
Najvažnija mera je suzbijanje korova. Okopavaju se samo širokoredno posejani usevi, i to plitko, da se ne oštećuju žile. Gusto posejani usevi brane se od korova jedino herbicidima.

### Berba
Grašak je stasao za berbu kad zrnu dobro ispune mahunu, a još su mekana. Veoma je važno da se grašak blagovremeno obere, jer brzo prolazi fazu tehnološke zrelosti, pogotovo pri toplom i suvom vremenu. Postoje i specijalne sprave kojima se utvrđuje stepen zrelosti zrna. Grašak za konzervisanje žanje se kombajnima.

## Tehnološki postupak proizvodnje sterilisanog graška
Zrno se doprema u fabriku na preradu u rinfuznom stanju. Po dopremanju, a pre početka prerade, obavlja se prijem sirovine po količini i kvalitetu. Na kontroli kvaliteta radi stručna služba laboratorije. Pri oceni kvaliteta ocenjuje se randman, stepen zrelosti, boja, izgled zrna i velicina zrna. Takodje se određuje i količina nečistoće.
Priprema sirovine- podrazumeva sledeće tehnološke operacije: Prečišćavanje, pranje, klasiranje, blanširanje i kontrola. Finalizacija obuhvata punjenje u ambalažu , nalivanje, zatvaranje i sterilizaciju hladjenjem.Pranje se obavlja u folaticonom tipu uredjaja, u kome se istovremeno izdvajaju zaostali delovi lišća, stabla i nedovoljno formirane mahune.
Klasiranje zrna se vrši na kontinualnoj kaskadnoj klasirki koja se sastoji iz sistema cilindara sa perforacijama različitog prečnika. Zrna graška se klasiraju u četiri od pet kvalitetnih kategorija i to: 
- 1 klasa- zrna prečnika do 7mm
- 2 klasa- od 7-7.5mm
- 3 klasa – od 7.5-8.5mm
- 4 klasa – od 8.5-9,5mm
- 5 klasa – preko 9.5 mm

Toplotno tretiranje se vrši u blanš-aparatu u vodi koja se greje parom. Vreme blanširanja se određuje za svaku sortu graška i stepen zrelosti, a podešava se varijatorom brzine na elektromotoru koji pokreće cilindar blanšera. Temperatura blanširanja se kreće od 80-90 °C, što se mora odrediti eksperimentalno.

## Završna kontrola proizvoda
Da bi se proizveo zdravstveno bezbedan proizvod neophodno je kontrolisati ključne parametre procesa, odnosno ključne operacije kojim se od sirovine stvara proizvod. Ključni faktori u proizvodnji zdravstveno bezbednog proizvoda su: kvalitet sirovine, kvalitet konzervisanja i pakovanja, uslovi skladištenja i higijena pogona i radnika. Ovakvim procedurama se preventivno deluje i smanjuje rizik od slanja u promet nebezbednog proizvoda.
Uvođenjem preventivnih kontrola ključnih operacija procesa proizvodnje, kontrola završnog proizvoda, u pogonskoj ili eksternim akreditovanim laboratorijama, predstavlja samo još jednu potvrdu dobre proizvodnje, a ne ključni faktor kontrole.

## Spoljašnje veze
- Kontrola proizvodnje zamrznutog i sterilisanog graška